# ليلي لوفيلس
ليلي لوفيلس (بالإنجليزية: Lily Loveless)‏ ولدت في (16 أبريل 1990), في لندن، إنجلترا, هي ممثلة بريطانية، ومثلت بدور نايومي كامبل، في المسلسل التلفزيوني، بشرات .

## فيلموغرافيه
| السنة     | المسلسل | الدور        | ملاحظة    |
| --------- | ------- | ------------ | --------- |
| 2009-2010 | بشرات   | نايومي كامبل | دور رئيسي |